# Rosenborg BK Kvinner
El Rosenborg Ballklub Kvinner es un club de fútbol femenino de la ciudad de Trondheim, Noruega. Fundado bajo el nombre de Sportsklubben Trondheims-Ørn, es uno de los clubes más laureados del país. En 2020 concretó su afiliación con el Rosenborg BK, adoptando el nombre actual.
Fue fundado el 18 de mayo de 1917 como una entidad deportiva y creó su rama de fútbol femenino en 1972.

## Palmarés
| Competición nacional   | Títulos                                              | Subcampeonatos                                 |
| ---------------------- | ---------------------------------------------------- | ---------------------------------------------- |
| Primera división (7/8) | 1994, 1995, 1996, 1997, 2000, 2001, 2003             | 1984, 1993, 1998, 1999, 2004, 2006, 2020, 2021 |
| Copa de Noruega (9/8)  | 1993, 1994, 1996, 1997, 1998, 1999, 2001, 2002, 2023 | 1978, 1980, 1986, 1989, 1995, 2010, 2014, 2024 |